# Josef Sampl

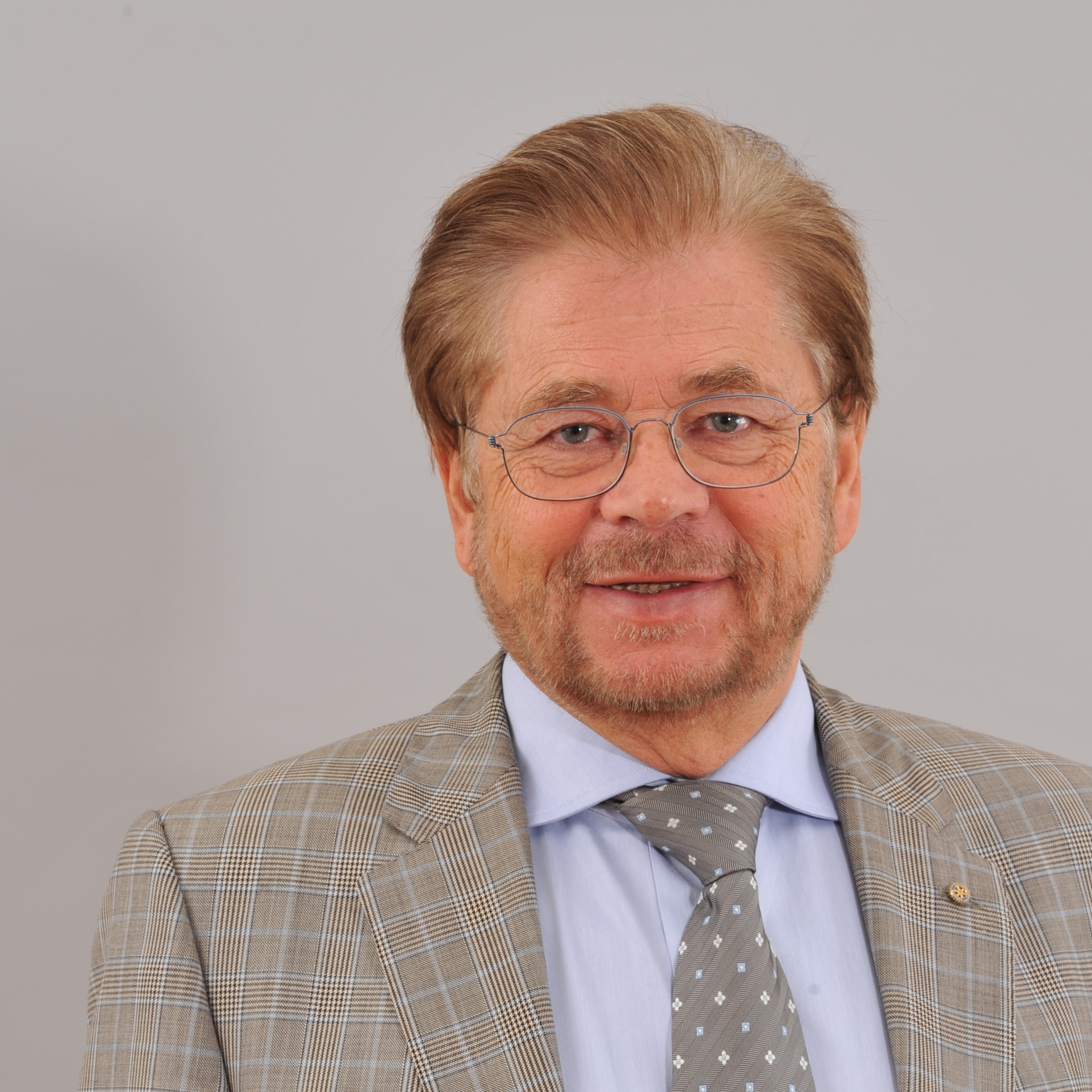
Josef Sampl 2012

Josef Sampl (* 26. Mai 1948 in Zederhaus) ist ein ehemaliger österreichischer Politiker (ÖVP) und Lehrer. Sampl war von 2001 bis 2013 Abgeordneter zum Salzburger Landtag.

## Ausbildung und Beruf
Nach seiner Schulbildung studierte Sampl Deutsch, Psychologie, Philosophie und Pädagogik und promovierte in Germanistik und Psychologie. Er schloss seine Studienzeit mit dem akademischen Grad Mag. Dr. ab. In der Folge unterrichtete Sampl an Volks, Haupt- und Mittelschulen und war an der Universität Salzburg beschäftigt. Sampl war von 1976 bis 1979 Universitätslektor an der Universität Klagenfurt und von 1977 bis 1995 Lektor an der Universität Salzburg. Sampl war zudem Mitarbeiter in zahlreichen Fachgremien des Bildungsministeriums, hatte zwischen 1994 und 1996 die Funktion des Präsidenten des Landesschulrates inne und war Vorsitzender der Prüfungskommission zur Durchführung des Lehramtsstudiums für Volks-, Haupt-, Sonderschulen und Polytechnische Lehrgänge. Danach wurde Sampl Leiter der Pädagogischen Hochschule des Bundes in Salzburg, diese Funktion übte er bis 2012 aus. Sampl ist Verfasser zahlreicher wissenschaftlicher Publikationen, wobei er sich mit Fragen der Pädagogik und Bildungspolitik auseinandersetzte.

## Politik und Funktionen
Sampl war bzw. ist Mitglied des Kollegiums des Landesschulrates, Landesobmann des Christlichen Landeslehrervereins, Vorstandsmitglied der Christlichen Lehrer Österreichs, Vorsitzender des Salzburger Lehrerhausvereins, Vizepräsident der Katholischen Aktion, Vorstandsmitglied des Akademikerverbandes sowie Vorsitzender des Vorstandes des Salzburger Bildungswerkes. 1999 war er mit Landeshauptmann Franz Schausberger Leiter des Zukunftsforums Salzburg.
Sampl war von 24. Oktober 2001 bis 18. Juni 2013 Abgeordneter zum Salzburger Landtag und seit 2006 Klubobfrau-Stellvertreter. Sampl war zudem Bereichssprecher des ÖVP-Landtagsklubs für Bildung und Schulen. Sampl kandidierte auf Platz zehn der ÖVP-Landesliste bei der Landtagswahl 2009.

## Ehrungen und Auszeichnungen
- 2009: Ehrenmitglied der katholischen Mittelschulverbindung K.ö.St.V. Almgau Salzburg im MKV.[2]
- 2013: Aufnahme in die Bruderschaft von Santa Maria dell’Anima („Animabruderschaft“)
- 2018: Großes Ehrenzeichen des Landes Salzburg[3]

## Privates
Sampl ist verheiratet und Vater zweier Söhne. Er lebt in Elsbethen.